# Bündnis Sahra Wagenknecht
Alianța Sahra Wagenknecht – Rațiune și Justiție (în germană Bündnis Sahra Wagenknecht – Vernunft und Gerechtigkeit [beː.ɛsˈveː], BSW) este un partid politic german naționalist de stânga, populist, eurosceptic și social-conservator fondat pe 8 ianuarie 2024. Partidul a fost precedat de fondarea unei asociații înregistrate, creată pe 26 septembrie 2023 și în mare formată din foști membri ai partidului german Stânga (germană Die Linke), cu scopul de-a pregăti fondarea unei noi formațiuni politice. Planurile pentru un nou partid au fost prezentate la o conferință federală de presă pe 23 octombrie 2023 de către membri Bundestag Sahra Wagenknecht, Amira Mohamed Ali, și Christian Leye, fostul director general al Die Linke în Renania de Nord-Westfalia Lukas Schön, și antreprenorul Ralph Suikat.
Amira Mohamed Ali a anunțat că ea, împreună cu Wagenknecht, Leye și alți șapte membri ai fracțiunii din Bundestag, vor părăsi Die Linke pentru a face parte din nou-înființatul BSW; își vor menține calitatea de membru al grupului parlamentar al Die Linke (Fraktion) și vor păstra privilegiile parlamentare, dar fracțiunea a fost dizolvată de Die Linke pe 6 decembrie 2023.
Scopul principal al asociației este de a construi o structură pentru un nou partid condus de Wagenknecht. Asociația este sceptică atât față de politica verde, cât și față de sprijinul acordat Ucrainei în războiul ruso-ucrainean, care a dus la ca partidul să fie considerat rusofil.Potrivit diverselor sondaje, între 12 și 20% (cu până la 32% în estul Germaniei) dintre germani au spus că ar lua în considerare să voteze cu BSW.

## Ideologie și platformă
|     |  |  |  |     |     |     |     |     |     |           |  |  |  |  |  |      |      |      |      | SPD  |      |  |  |  |  |  |  |
| KPD |  |  |  |     |     |     |     |     |     |           |  |  |  |  |  |      |      |      |      |      |      |  |  |  |  |  |  |
|     |  |  |  |     |     |     |     |     |     |           |  |  |  |  |  |      |      |      |      |      |      |  |  |  |  |  |  |
|     |  |  |  |     |     |     |     |     |     |           |  |  |  |  |  |      |      |      |      |      |      |  |  |  |  |  |  |
|     |  |  |  | SED |     |     |     |     |     |           |  |  |  |  |  |      |      |      |      |      |      |  |  |  |  |  |  |
|     |  |  |  |     |     |     |     |     |     |           |  |  |  |  |  |      |      |      |      |      |      |  |  |  |  |  |  |
|     |  |  |  | PDS | PDS | PDS | PDS | PDS | PDS |           |  |  |  |  |  | WASG | WASG | WASG | WASG | WASG | WASG |  |  |  |  |  |  |
|     |  |  |  | PDS | PDS | PDS | PDS | PDS | PDS |           |  |  |  |  |  | WASG | WASG | WASG | WASG | WASG | WASG |  |  |  |  |  |  |
|     |  |  |  |     |     |     |     |     |     |           |  |  |  |  |  |      |      |      |      |      |      |  |  |  |  |  |  |
|     |  |  |  |     |     |     |     |     |     | Die Linke |  |  |  |  |  |      |      |      |      |      |      |  |  |  |  |  |  |
|     |  |  |  |     |     |     |     |     |     |           |  |  |  |  |  |      |      |      |      |      |      |  |  |  |  |  |  |
|     |  |  |  |     |     | BSW |     |     |     |           |  |  |  |  |  |      |      |      |      |      |      |  |  |  |  |  |  |
|     |  |  |  |     |     |     |     |     |     |           |  |  |  |  |  |      |      |      |      |      |      |  |  |  |  |  |  |
|     |  |  |  |     |     |     |     |     |     |           |  |  |  |  |  |      |      |      |      |      |      |  |  |  |  |  |  |

### Descrierile academice și ale mass-media
BSW a fost descris în diferite moduri ca fiind populist, socialist, economic socialist, cultural conservator, social-conservator, populist de stânga, naționalist de stânga, sau conservator de stânga. Ultima etichetă este folosită parțial datorită pozițiilor sale economice de stânga și a pozițiilor sociale și culturale de dreapta, care au fost descrise de Wurthmann ca fiind populare printre alegătorii anti-establishment și de dreapta.
Ca răspuns la descrierile partidului ca fiind de extremă dreapta sau de dreapta social, politologul Thorsten Faas a spus că Wagenknecht era încă un politician cu profil de stânga, chiar și în cadrul partidului Die Linke și a comentat: „Aș fi puțin precaut. despre asta, pentru că, desigur, este un proiect clar de stânga Acesta nu este cu siguranță un politician care reprezintă o poziție de dreapta.” În mod similar, Aiko Wagner descrie BSW ca fiind „ca o stângă socio-economică. și un partid de dreapta din punct de vedere socio-cultural”, pe care el îl clasifică drept autoritar de stânga. Politologul Thorsten Holzhauser clasifică partidul drept sincretic, argumentând că partidul nu este un partid clasic de stânga sau socialist, ci reprezintă, printre altele, unele poziții social-democrate, conservatoare și chiar ordoliberale.
Pe spectrul politic stânga-dreapta, partidul a fost de obicei poziționat în stânga sau în extrema stângă, în timp ce era mai aproape de aripa dreaptă pe probleme socio-culturale, cum ar fi imigrația și diversitatea de gen; această combinație de poziții a fost comparată cu cele ale Partidului Socialist din Țările de Jos și ale Partidului Comunist din Grecia. Sarah Wagner, lector în științe politice la Queen's University Belfast și fost cercetător postdoctoral la Universitatea din Mannheim, care a studiat ascensiunea politică a lui Wagenknecht, a comentat: „Nu putem spune cu exactitate câți oameni se aliniază cu conservatorismul de stânga. Dar ceea ce putem spune este că este un grup semnificativ. Nu am văzut niciodată această combinație într-un partid din Germania.”

### Politici și poziție politică
Pozițiile politice ale BSW include unele restricții asupra imigrației, un plan pentru deglobalizare, opoziția față de politica verde, întreruperea ajutorului pentru Ucraina, și un acord negociat cu privire la invazia rusă asupra Ucrainei. Wagenknecht consideră că BSW este în primul rând în opoziție față de Alianța 90/Verzii. Într-un interviu acordat Süddeutsche Zeitung, Wagenknecht a declarat că partidul ei „evident nu este de dreapta”, ci de stânga în sensul „luptei pentru mai multă justiție socială, salarii bune, pensii decente” și „o politică externă care revine la tradiția detentei în loc să se bazeze tot mai mult pe cardul militar”. Cu toate acestea, Wagenknecht a respins eticheta de stânga (legături) din numele noului partid, spunând că „mulți oameni astăzi îl asociază cu un conținut complet diferit” și cu „dezbateri elitiste”, și că BSW ar face apel la un „spectru larg de potențiali alegători”. Wagenknecht a considerat că Stânga a devenit social liberală și ceea ce ea a numit „stil de viață de stânga” mai degrabă decât de stânga și i-a acuzat pe progresiștii din Die Linke că sunt „prea concentrați pe dietă, pronume și percepția rasismului”, spre deosebire de „ sărăcie și un decalaj tot mai mare între bogați și săraci”.
BSW sprijină intervenționismul economic și beneficii sociale mai mari, care urmează să fie finanțate de cei bogați, în timp ce activele și moștenirile ar trebui cruțate. Wagenknecht a publicat un manifest de cinci pagini care s-a concentrat pe probleme precum deteriorarea podurilor și drumurilor, recepția proastă a telefonului mobil, internetul lent și administrațiile copleșite. În ciuda criticilor la adresa Verzilor și a politicii ecologice, manifestul a fost susținut că „respectă strategia industrială prezentată de Robert Habeck de la Verzi”, subliniind inovația și angajamentul BSW față de justiția socială, progres și creștere economică. Wagenknecht și-a respins criticii spunând că vrea să transforme economia în cea a Germaniei de Est și, în schimb, este un susținător al ordoliberalismului, care susține o economie de piață corectă și politici sociale puternice. În plus, combinația BSW de politici economice socialiste cu cele conservatoare pe probleme socio-culturale a atras atât sprijin, cât și scepticism.
Politica externă a BSW a fost etichetată și criticată ca fiind rusofilă,, ceea ce este negat de Wagenknecht. BSW critică trimiterea de arme către Ucraina și susținătorilor săi în războiul ruso-ucrainean și dă vina pe NATO pentru escaladarea conflictului. În mijlocul războiului Israel-Hamas, Wagenknecht a descris Fâșia Gaza drept o „închisoare în aer liber”.

## Rezultate electorale

### Alegeri federale
| Alegeri | Circumscripții | Circumscripții | Lista partidului | Lista partidului | Locuri  | Statut           |
| Alegeri | Voturi         | %              | Voturi           | %                | Locuri  | Statut           |
| ------- | -------------- | -------------- | ---------------- | ---------------- | ------- | ---------------- |
| 2025    | 299,226        | 0.6 (#10)      | 2,468,670        | 4.97 (#7)        | 0 / 630 | Extraparlamentar |

### Parlamentul European

Votul pentru BSW la alegerile europarlamentare din 2024

| Alegeri | Voturi    | %         | Locuri | +/– |
| ------- | --------- | --------- | ------ | --- |
| 2024    | 2.453.652 | 6,17 (#6) | 6 / 96 | ▲6  |

### Landuri
| Land                      | Alegeri | Voturi  | %         | Landtag  | Statut în legislatură |
| ------------------------- | ------- | ------- | --------- | -------- | --------------------- |
| Baden-Württemberg         | 2021    | –       | –         | 0 / 154  | Extraparlamentar      |
| Bavaria                   | 2023    | –       | –         | 0 / 203  | Extraparlamentar      |
| Berlin                    | 2023    | –       | –         | 1 / 159  | Opoziție              |
| Brandenburg               | 2024    | 202,343 | 13.5 (#3) | 14 / 88  | Coaliție SPD-BSW      |
| Bremen                    | 2023    | –       | –         | 0 / 87   | Extraparlamentar      |
| Hesse                     | 2023    | –       | –         | 0 / 133  | Extraparlamentar      |
| Saxonia Inferioară        | 2022    | –       | –         | 0 / 146  | Extraparlamentar      |
| Renania de Nord-Westfalia | 2022    | –       | –         | 0 / 195  | Extraparlamentar      |
| Renania-Palatinat         | 2021    | –       | –         | 1 / 101  | Opoziție              |
| Saarland                  | 2022    | –       | –         | 0 / 51   | Extraparlamentar      |
| Saxonia                   | 2024    | 277,173 | 11.8 (#3) | 15 / 120 | Opoziție              |
| Saxonia-Anhalt            | 2021    | –       | –         | 0 / 97   | Extraparlamentar      |
| Turingia                  | 2024    | 190,448 | 15.8 (#3) | 15 / 88  | Coaliție CDU-BSW-SPD  |